# Schistura papulifera
 Schistura papulifera és una espècie de peix de la família dels balitòrids i de l'ordre dels cipriniformes.

## Morfologia
- Cos de color blanc.
- Els mascles poden assolir els 4,9 cm de longitud total.
- Ulls vestigials.
- Línia lateral incompleta.
- Té la meitat inferior del cap recobert per nombroses i petites projeccions dèrmiques.[1][2]

## Hàbitat i distribució geogràfica
És un peix d'aigua dolça, demersal i de clima tropical, el qual es troba a l'est de Meghalaya (l'Índia).

## Amenaces
La seua principal amenaça és la possible destrucció del seu hàbitat a causa de l'extracció de pedra calcària de la zona.